# Cyanopterus dissitus
Cyanopterus dissitus är en stekelart som först beskrevs av Ezra Townsend Cresson 1865.
Cyanopterus dissitus ingår i släktet Cyanopterus och familjen bracksteklar. Inga underarter finns listade i Catalogue of Life.